# ICCCM
En computación, ICCCM (acrónimo del inglés Inter-Client Communication Conventions Manual, en español: Manual de Convenciones para la Comunicación entre Clientes) es un estándar para clientes del X Window System, para interactuar en el mismo servidor. Fueron recopiladas por el MIT X Consortium en 1988. La versión 1.0 fue liberada en julio de 1989 y la versión 2.0 a principios de 1994.
X deliberadamente especifica "mecanismos, no políticas". Así pues, se necesitaba una especificación para la interoperabilidad de clientes. El ICCCM especifica mecanismos de selección, búferes para copiar y pegar, interacción con el gestor de ventanas, administración de sesiones, la manipulación de los recursos compartidos y la caracterización de los colores de los dispositivos.

## Atoms
Las convenciones usan un concepto denominado Atom, que es un nombre único que consta de octetos similar a una cadena, aunque no siempre son caracteres ASCII, que sirve para que los clientes puedan comunicarse entre sí.